# Fresnay-le-Comte
Fresnay-le-Comte ist eine französische Gemeinde mit 286 Einwohnern (Stand: 1. Januar 2022) im Département Eure-et-Loir in der Region Centre-Val de Loire; sie gehört zum Arrondissement Chartres und zum Kanton Chartres-2. 

## Geographie
Fresnay-le-Comte liegt etwa 14 Kilometer südlich von Chartres. Umgeben wird Fresnay-le-Comte von den Nachbargemeinden Dammarie im Norden, Boncé im Osten, Meslay-le-Vidame im Süden sowie La Bourdinière-Saint-Loup im Westen und Nordwesten.

## Einwohnerzahlen
| Jahr                       | 1962 | 1968 | 1975 | 1982 | 1990 | 1999 | 2006 | 2013 | 2020 |
| Einwohner                  | 257  | 246  | 265  | 261  | 308  | 317  | 318  | 343  | 294  |
| Quellen: Cassini und INSEE |      |      |      |      |      |      |      |      |      |

## Sehenswürdigkeiten
- Kirche Saint-Martin, seit 1943 Monument historique

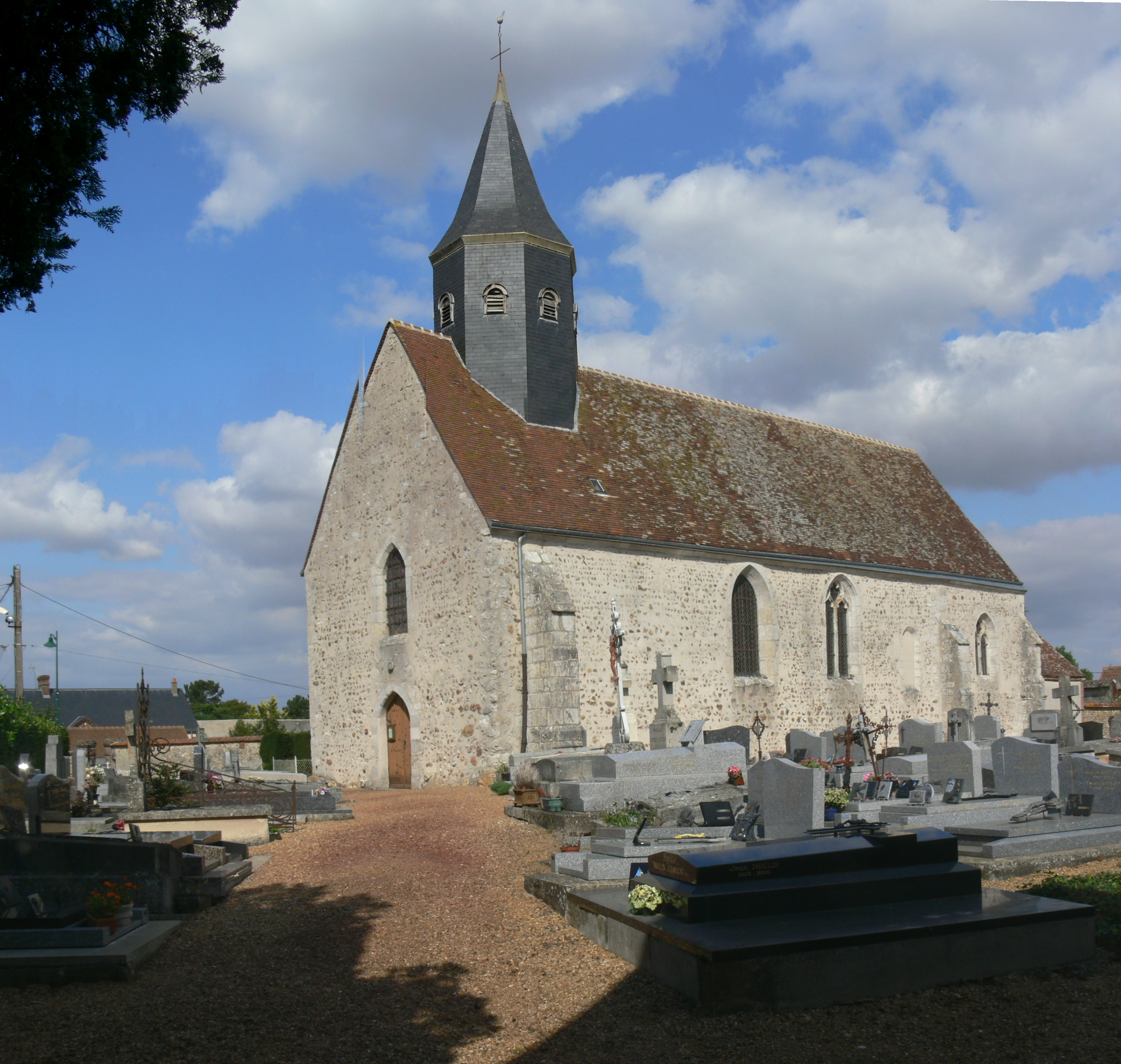
Kirche Saint-Martin